# Lekkoatletyka na Letnich Igrzyskach Olimpijskich 1948 – bieg na 110 m przez płotki mężczyzn
Bieg na 110 metrów przez płotki mężczyzn – był jedną z konkurencji lekkoatletycznych rozgrywanych podczas XIV Letnich Igrzysk Olimpijskich. Zawody odbyły się w dniach 3 - 4 sierpnia 1948 roku  na stadionie Empire Stadium w Londynie. Wystartowało 28 zawodników z 18 krajów.

## Rekordy
Tabela uwzględnia rekordy uzyskane przed rozpoczęciem rywalizacji.
|                   | Zawodnik      | Wynik  | Miejsce       | Data             |
| ----------------- | ------------- | ------ | ------------- | ---------------- |
| Rekord świata     | Forrest Towns | 13,7 s | Oslo Norwegia | 27 sierpnia 1936 |
| Rekord olimpijski | Forrest Towns | 14,1 s | Berlin Niemcy | 6 sierpnia 1936  |

## Terminarz
| Data            | Godzina |            |
| --------------- | ------- | ---------- |
| 3 sierpnia 1948 | 15:45   | Eliminacje |
| 4 sierpnia 1948 | 15:15   | Półfinały  |
| 4 sierpnia 1948 | 17:00   | Finał      |

## Wyniki

### Eliminacje
Po dwóch najlepszych zawodników z każdego biegu zakwalifikowało się do półfinałów.
Bieg 1
| Pozycja | Zawodnik        | Państwo           | Czas | Uwagi |
| ------- | --------------- | ----------------- | ---- | ----- |
| 1.      | William Porter  | Stany Zjednoczone | 14,3 | Q     |
| 2.      | Pol Braekman    | Belgia            | 15,2 | Q     |
| 3.      | Mario Recordón  | Chile             | 15,3 |       |
| 4.      | Raymond Barkway | Wielka Brytania   | 15,3 |       |
| 5.      | Erdal Barkay    | Turcja            | b.d. |       |

Bieg 2
| Pozycja | Zawodnik              | Państwo           | Czas | Uwagi |
| ------- | --------------------- | ----------------- | ---- | ----- |
| 1.      | Clyde Scott           | Stany Zjednoczone | 14,8 | Q     |
| 2.      | Hugues Frayer         | Francja           | 15,5 | Q     |
| 3.      | Börje Rendin          | Szwecja           | 15,5 |       |
| 4.      | Lazaros Petropoulakis | Grecja            | b.d. |       |
| -       | Mustapha Batman       | Turcja            | DNS  |       |

Bieg 3
| Pozycja | Zawodnik        | Państwo         | Czas | Uwagi |
| ------- | --------------- | --------------- | ---- | ----- |
| 1.      | Alberto Triulzi | Argentyna       | 14,6 | Q     |
| 2.      | Peter Gardner   | Australia       | 14,6 | Q     |
| 3.      | Manuel Suárez   | Hiszpania       |      |       |
| 4.      | Joe Birrell     | Wielka Brytania | b.d. |       |
| 5.      | Paul Crosfield  | Grecja          | b.d. |       |

Bieg 4
| Pozycja | Zawodnik      | Państwo   | Czas | Uwagi |
| ------- | ------------- | --------- | ---- | ----- |
| 1.      | Jim Vickers   | Indie     | 14,7 | Q     |
| 2.      | Håkan Lidman  | Szwecja   | 14,7 | Q     |
| 3.      | Julio Sabater | Portoryko | 15,3 |       |
| 4.      | Jan Zwaan     | Holandia  | 15,4 |       |
| 5.      | Charles Green | Australia | 15,4 |       |

Bieg 5
| Pozycja | Zawodnik            | Państwo         | Czas | Uwagi |
| ------- | ------------------- | --------------- | ---- | ----- |
| 1.      | André-Jacques Marie | Francja         | 14,9 | Q     |
| 2.      | Olivier Bernard     | Szwajcaria      | 14,9 | Q     |
| 3.      | Sydney Foster       | Jamajka         | 15,1 |       |
| -       | Donald Finlay       | Wielka Brytania | DNF  |       |
| -       | Santiago Ferrando   | Peru            | DNS  |       |

Bieg 6
| Pozycja | Zawodnik             | Państwo           | Czas | Uwagi |
| ------- | -------------------- | ----------------- | ---- | ----- |
| 1.      | Craig Dixon          | Stany Zjednoczone | 14,2 | Q     |
| 2.      | Ray Weinberg         | Australia         | 15,0 | Q     |
| 3.      | Gilbert Omnès        | Francja           | 15,2 |       |
| 4.      | Hernán Alzamora      | Peru              | b.d. |       |
| 5.      | Mazhar-Ul-Haque Khan | Pakistan          | b.d. |       |

### Półfinał
Pierwszych trzech zawodników z każdego półfinału awansowało do finału.
Bieg 1
| Pozycja | Zawodnik            | Państwo           | Czas | Uwagi |
| ------- | ------------------- | ----------------- | ---- | ----- |
| 1.      | Craig Dixon         | Stany Zjednoczone | 14,2 | Q     |
| 2.      | Peter Gardner       | Australia         | 14,5 | Q     |
| 3.      | Håkan Lidman        | Szwecja           | 14,6 | Q     |
| 4.      | Pol Braekman        | Belgia            | b.d. |       |
| 5.      | Olivier Bernard     | Szwajcaria        | b.d. |       |
| 6.      | André-Jacques Marie | Francja           | b.d. |       |

Bieg 2
| Pozycja | Zawodnik        | Państwo           | Czas | Uwagi |
| ------- | --------------- | ----------------- | ---- | ----- |
| 1.      | William Porter  | Stany Zjednoczone | 14,1 | Q     |
| 2.      | Clyde Scott     | Stany Zjednoczone | 14,2 | Q     |
| 3.      | Alberto Triulzi | Argentyna         | 14,6 | Q     |
| 4.      | Jim Vickers     | Indie             | b.d. |       |
| 5.      | Ray Weinberg    | Australia         | b.d. |       |
| 6.      | Hugues Frayer   | Francja           | b.d. |       |

### Finał
| Pozycja | Zawodnik        | Państwo           | Czas | Uwagi |
| ------- | --------------- | ----------------- | ---- | ----- |
| 1.      | William Porter  | Stany Zjednoczone | 13,9 | OR    |
| 2.      | Clyde Scott     | Stany Zjednoczone | 14,1 |       |
| 3.      | Craig Dixon     | Stany Zjednoczone | 14,1 |       |
| 4.      | Alberto Triulzi | Argentyna         | 14,6 |       |
| 5.      | Peter Gardner   | Australia         | 14,7 |       |
| 6.      | Håkan Lidman    | Szwecja           | 14,8 |       |